# Вёшлер, Тилль
Тилль Вёшлер (нем. Till Wöschler; род. 9 июня 1991, Дудвайлер) — немецкий легкоатлет, специалист по метанию копья. Выступал за сборную Германии по лёгкой атлетике в конце 2000-х — начале 2010-х годов, чемпион мира среди юниоров, чемпион Европы среди молодёжи, рекордсмен страны, победитель и призёр первенств национального значения.

## Биография
Тилль Вёшлер родился 9 июня 1991 года в Саарбрюккене.
Занимался лёгкой атлетикой в Цвайбрюккене в одноимённом легкоатлетическом клубе, проходил подготовку под руководством тренера Маттиаса Броккельта.
Впервые заявил о себе на международном уровне в сезоне 2009 года, когда вошёл в состав немецкой национальной сборной и выступил на юниорском европейском первенстве в Нови-Саде, где в зачёте метания копья выиграл серебряную медаль — с результатом 73,66 метра уступил только своему соотечественнику Андреасу Хофману.
В 2010 году на юниорском мировом первенстве в Монктоне метнул копьё на 82,52 метра — тем самым взял верх над всеми соперниками и завоевал золотую медаль. Данный результат стал новым национальным рекордом Германии среди юниоров (превзошёл предыдущий рекорд Маттиаса де Цордо почти на четыре метра) и пятым юниорским результатом в истории. Позднее в той же дисциплине Вёшлер закрыл десятку сильнейших на Мемориале Ван Дамме в Брюсселе (74,60). По итогам сезона Международная ассоциация легкоатлетических федераций удостоила его награды «Восходящая звезда».
В 2011 году с личным рекордом 84,38 метра Тилль Вёшлер был лучшим на молодёжном европейском первенстве в Остраве. Изначально был заявлен на взрослый чемпионат мира в Тэгу, но в итоговый стартовый протокол не попал — отказался от участия из-за травмы.
Впоследствии оставался действующим легкоатлетом вплоть до 2016 года, хотя всё это время вынужден был бороться с травмами и больше уже не показывал сколько-нибудь значимых результатов на международной арене.
Завершив карьеру в лёгкой атлетике, играл в гандбол в местном клубе Цвайбрюккена.